# Grażyna Jaworska
Grażyna Jaworska, coniugata Seweryn (Szprotawa, 14 novembre 1959), è un'ex cestista polacca.

## Carriera
Con la Polonia ha disputato i Campionati del mondo del 1983 e sei edizioni dei Campionati europei (1980, 1981, 1983, 1985, 1987, 1991).